# Les Parrains
Pour plus de détails, voir Fiche technique et Distribution.
Les Parrains est un film français réalisé par Frédéric Forestier et sorti en 2005.

## Synopsis
Le 24 juin 1980, Max, Serge, Lucien et Henri tentent de cambrioler la bijouterie Cartier de la Place Vendôme. Grimé en hispanique, Lucien , faux client de la bijouterie déclenche un fumigène, permettant à ses complices, déguisés en pompiers et munis d'un véhicule VSAV, d'entrer dans le local enfumé et de dérober les bijoux, cachés dans des extincteurs vides. Toutefois le système d'alarme ayant été modifié à leur insu, l'alarme enferme Max dans la chambre forte et le casse échoue. Max écope de 25 ans de réclusion pour ne pas avoir balancé ses complices.  24 ans plus tard, Max meurt en prison. Les 3 complices exercent, bon an mal an, divers métiers hors de France. Serge est un brocanteur aux puces de Montréal, fraîchement mis à la porte par son amie. Henri, inséparable de sa vintage Fiat 130, est vendeur de véhicules de luxe, à Genève, commettant bourdes sur bourdes auprès de la clientèle. Lucien est un médiocre agent immobilier à Ostende en Belgique, promettant perpétuellement à son épouse un hypothétique voyage aux îles, qu'il ne peut évidemment pas payer. Recevant tous les trois un courrier de Maître Gatin, notaire à Paris, ils se rencontrent place Vendôme, après un exil forcé de 25 ans, non sans se vanter de réussites "mythomaniaques" et mensongères, pour connaitre le contenu du testament de Max. Son testament stipule que le butin est encore disponible, ayant été caché dans une chaussette dans les scellés de la police. Ils n'en bénéficieront  sous la seule réserve que les trois complices "jaugent" son fils Rémy pour juger s'il est suffisamment "cave" (en argot du milieu signifiant une personne  niaise, candide, facilement manipulable) pour mériter sa part du butin. Les circonstances tournant malencontreusement autrement que prévu, la part du butin, laissée dans une valise en consigne de gare, est détruite par la police, croyant à un colis piégé. Jouant de subterfuge auprès de Rémy, lui remettant une valise faussement appartenant à son défunt-père, ils peuvent enfin récupérer auprès du notaire, leur quote-part, qui s'avère en fait être un plan pour un braquage hors-du-commun. Il s'agit de s'introduire dans les services postaux et voler les chèques des contribuables, envoyés au trésor Public en période d’impôts, pour ensuite exiger 10 % de la somme dérobée, sous peine de destruction desdits chèques. Ces trois compères remontent donc le gang et recrutent le fils de Max, Rémy, pour ce dernier casse : le braquage du Trésor Public pendant leur transit à la poste réussit à merveille, malgré le fait que Laura ait aperçu Serge et Henri déguisés en postier dans un fourgon maquillé de la Poste. La rançon de 23.659.412 euros est versée en diamant par les services fiscaux,  préférant ne pas ébruiter le hold-up, qui signifierait l'aveu cinglant d'une incompétence de l'Etat. Une péripétie amoureuse vient toutefois bouleverser la bonne marche des événements et les diamants se trouvent accaparés par une tierce personne, qui s’avérera être une complice, insoupçonnée de tous, mais protagoniste depuis le départ de ce montage mafieux.

## Fiche technique
- Titre : Les Parrains
- Réalisation : Frédéric Forestier
- Scénario : Olivier Dazat, Matthieu Delaporte et Alexandre de la Patellière, d'après un scénario original de Claude Siméoni et Laurent Chalumeau, sur une idée de Gérard Lanvin et Claude Siméoni.
- Production : Philippe Rousselet pour Les Films de la Suane ; Michèle et Laurent Pétin pour ARP Sélection
- Musique : Kraked Unit et Frank Forrester
- Photographie : Vincent Mathias
- Montage : Philippe Bourgueil
- Pays d'origine :  France
- Format : couleur - Scope - Dolby Digital - HD Video
- Genre : Comédie et film de gangsters
- Durée : 99 minutes
- Date de sortie : 19 octobre 2005 (France)

## Distribution
- Gérard Lanvin : Serge
- Gérard Darmon : Henri
- Jacques Villeret : Lucien
- Pascal Rénéric : Rémy & Max
- Claude Brasseur : la voix de Max
- Hélène Seuzaret : Nathalie
- Anna Galiena : Laura
- Éric Thomas : Me Gatin
- Firmine Richard : Claudia
- Gérard Chaillou : Monsieur de Rochambeau
- Pierre Poirot : Maraval
- Florence Muller : Christiane
- Guillaume de Tonquédec : le ministre Gatignol
- Pierre Zaoui : Le moustachu
- Patrick Ronchin : Le convoyeur
- Louis-Marie Audubert : L'agent poste de contrôle
- Alexia Rhodier : L'hôtesse de la bijouterie
- Yves Jouffroy : Le client Bentley
- Sylvain Savard : Le brocanteur

## Autour du film
- Il s'agit du dernier film de Jacques Villeret. Le film se termine d'ailleurs sur une de ses répliques : "Je n'ai pas le sentiment d'avoir raté grand chose... à part bien sûr Danse avec les loups".